# Sambuca

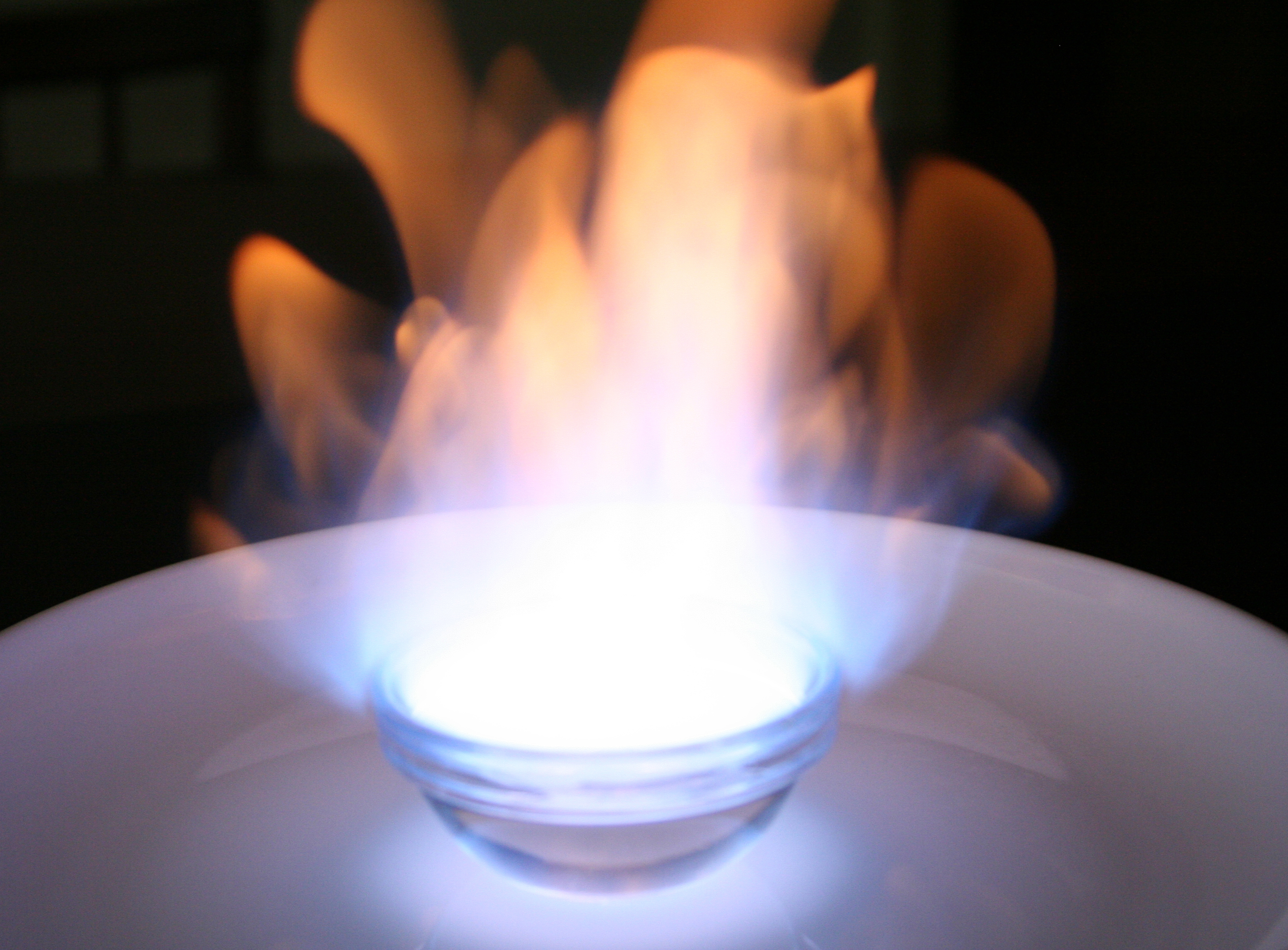
Płonąca Sambuca

Sambuca – bezbarwny, pochodzący z Włoch likier anyżkowo-owocowo-ziołowy, zawierający zazwyczaj od 38 do 40% alkoholu. Jest produkowany  na bazie kwiatów czarnego bzu (wł. Sambuco),  anyżu gwiaździstego, kopru włoskiego, lukrecji oraz soków. 
Sambuca wykorzystywana jest często do przygotowywania koktajli alkoholowych. 
Kolejnym, powszechnie stosowanym w północnych Włoszech sposobem picia tego likieru jest wrzucenie do szklanki z likierem pokruszonego biszkopta, a następnie dolanie chłodnej herbaty. Poza Italią ten sposób picia znany jest jako "Biscuit in the glass". 
.